# Søren Stærmose
Mogens Søren Stærmose, född 20 april 1952 i Odense, är en dansk filmproducent.

## Producent
- 1993 – Polis polis potatismos
- 1993 – Morfars resa
- 1994 – Stockholm Marathon
- 1998 – Zingo
- 2003 – Capricciosa
- 2005 – Wallander – Innan frosten
- 2009 – Män som hatar kvinnor
- 2013 – Skumtimmen